# Scutelnici
Scutelnici est une commune roumaine située dans le județ de Buzău.